# Vater Unser (E-Nomine-Lied)
Vater Unser ist ein Lied des deutschen Musikprojekts E Nomine. Der Song ist die erste Singleauskopplung des Debütalbums Das Testament und wurde am 27. September 1999 veröffentlicht.

## Inhalt
Vater Unser basiert auf dem gleichnamigen christlichen Gebet Vaterunser. Dabei wird der Gebetstext rezitiert und von elektronischen Klängen untermalt bzw. unterbrochen, wobei auch Chöre zu hören sind. Der Text richtet sich an Gott im Himmel und bittet diesen um Vergebung.

„Vater unser, der du bist im Himmel

Geheiligt werde dein Name

Dein Reich komme, dein Wille geschehe

Wie im Himmel als auch auf Erden

Und vergib uns unsere Schuld

Wie auch wir vergeben unseren Schuldigern“

## Produktion
Der Song wurde von den E-Nomine-Mitgliedern Fritz Graner und Christian Weller produziert und geschrieben. Als Sprecher des Texts fungierte Christian Brückner, die deutsche Synchronstimme des Schauspielers Robert De Niro.

## Musikvideo
Das Musikvideo zeigt einen Priester, gespielt von Senad Fuerzkelper Giccic, der in einer Kirche das Vaterunser aufsagt und dabei die Hände ausbreitet. Anschließend betritt ein Mann im Anzug die Kirche, bekreuzigt sich und lässt sich vom Priester die Beichte abnehmen. Nun sind Rückblicke von der gebeichteten Tat zu sehen: Fünf Männer sitzen in geselliger Runde mit Alkohol und Pistolen an einem Tisch, während sie die Waffen mit Munition füllen. Sie machen sich in einem Auto auf den Weg, um einen anderen Mann zu erschießen. Dieser Mann läuft auf einer Straße durch Regen und Sturm und kommt zu einer Brücke, auf der ihn die Täter mit ihren Waffen erwarten. Sofort beginnen sie zu schießen, doch die Kugeln scheinen an dem Mann einfach abzuprallen. In der letzten Szene läuft er ruhig auf die Gruppe zu und legt dem Mann, der später in die Kirche geht, seine Hand auf die Schulter.

## Single

### Covergestaltung
Das Singlecover zeigt einen Mann von hinten, der einen dunklen Mantel sowie einen Hut trägt und eine Treppe hinaufgeht. Mitten im Bild stehen die Schriftzüge E Nomine in Weiß und Vater Unser in Schwarz sowie die Titelliste der Single.

### Titellisten
Deutsche Version
1. Vater Unser (Video Edit) – 3:35
2. Vater Unser (Radio Mix) – 3:20
3. Vater Unser (Psalm 23 Video Edit) – 3:50
4. Vater Unser (Psalm 23 Radio Mix) – 3:35
5. Vater Unser (Psalm 23 Club Mix) – 7:06
6. Vater Unser (Original Club Mix) – 6:51
7. Vater Unser (Mellow-D. Remix) – 6:41
8. Vater Unser (Pulsedriver Remix) – 7:31

Englische Version
1. Lord’s Prayer (English Version) – 3:33
2. Lord’s Prayer (English Extended Version) – 6:10

### Chartplatzierungen
Vater Unser stieg am 11. Oktober 1999 auf Platz 14 in die deutschen Singlecharts ein und erreichte vier Wochen später mit Rang vier die beste Platzierung. Insgesamt hielt sich der Song 18 Wochen lang in den Top 100, davon sieben Wochen in den Top 10. Noch erfolgreicher war die Single in Österreich, wo sie drei Wochen die Spitze belegte und sich 17 Wochen in den Charts halten konnte. In der Schweiz erreichte das Lied Position zehn und hielt sich 14 Wochen in den Top 100. In den deutschen Single-Jahrescharts 1999 belegte der Song Platz 46.
| ChartsChartplatzierungen | Höchstplatzierung | Wochen |
| ------------------------ | ----------------- | ------ |
| Deutschland (GfK)        | 4 (18 Wo.)        | 18     |
| Österreich (Ö3)          | 1 (17 Wo.)        | 17     |
| Schweiz (IFPI)           | 10 (14 Wo.)       | 14     |

| ChartsJahrescharts (1999) | Platzierung |
| ------------------------- | ----------- |
| Deutschland (GfK)         | 46          |
| Österreich (Ö3)           | 12          |

### Verkaufszahlen und Auszeichnungen
Vater Unser erhielt noch im Erscheinungsjahr in Deutschland und Österreich für mehr als 250.000 bzw. 25.000 Verkäufe jeweils eine Goldene Schallplatte. Damit ist es die kommerziell erfolgreichste Veröffentlichung von E Nomine.

| Land/Region        | Auszeichnungen für Musikverkäufe (Land/Region, Auszeichnung, Verkäufe) | Verkäufe |
| ------------------ | ---------------------------------------------------------------------- | -------- |
| Deutschland (BVMI) | Gold                                                                   | 250.000  |
| Österreich (IFPI)  | Gold                                                                   | 25.000   |
| Insgesamt          | 2× Gold ·                                                              | 275.000  |